# Fred Dubitscher
Alfred „Fred“ Hans Friedrich Egon Dubitscher (* 6. Juli 1905 in Krefeld; † 11. November 1978 in Köln) war ein deutscher Psychiater und Rassenhygieniker.

## Studium und Berufseinstieg
Dubitscher studierte nach dem Abitur Medizin und wurde nach Studienabschluss 1930 approbiert und im selben Jahr in Münster zum Dr. med. promoviert. Die Assistenzarztzeit absolvierte er am Institut für klinische Psychologie und der Hirnverletztenstation in Bonn unter Walther Poppelreuter und zuletzt an der Städtischen Nervenheilanstalt Chemnitz. 1933 beendete er die Ausbildung zum Facharzt für Nervenheilkunde.

## Mitarbeit am Reichsgesundheitsamt und NS-Betätigung
Ab 1934 war er wissenschaftlicher Mitarbeiter im Reichsgesundheitsamt. Im RGA übernahm er die stellvertretende Leitung der Abteilung Erb- und Rassenpflege unter Eduard Schütt. Dubitscher war in der Unterabteilung L 1 Allgemeine und angewandte Erb- und Rassenpflege tätig, wo die „reichseinheitliche Kartei für alle Erbkranken, Erblichbelasteten und für die Hochwertigen“ zur genetischen Bestandsaufnahme des Deutschen Volkes geführt wurde. 1938 wurde er zum Regierungsrat und später zum Oberregierungsrat befördert.
Von Juli 1937 bis März 1943 war er in Personalunion als Oberarzt an der dieser RGA-Abteilung angegliederten „Poliklinik für Erb- und Rassenpflege“ beim Kaiserin Auguste Victoria Haus in Berlin-Charlottenburg ebenfalls unter Schütt tätig. Im Mai 1941 übernahm er den stellvertretenden Vorsitz des Vereins Poliklinik für Erb- und Rassenpflege. 1942 wurde er stellvertretender Direktor der Einrichtung. Die Poliklinik fungierte auch als „Beratungsstelle für Erb- und Rassenpflege“, wo Anträge auf Sterilisationen, Ehestandsdarlehen, Ehrenpatenschaften und Kinderreichenbeihilfe bearbeitet sowie Ehetauglichkeitsuntersuchungen vorgenommen wurden. Des Weiteren diente die Einrichtung der Beratung von Gesundheitsämtern und der Erstellung erbbiologischer Rassengutachten für Vaterschaftsprozesse, Erbgesundheitsgerichte und die Reichsstelle für Sippenforschung, das spätere Reichssippenamt. Dabei nahm Dubitscher Vermessungen von Körpermerkmalen bei zu begutachtenden Personen vor. An dieser Einrichtung war er maßgeblich an Forschungen zu „asozialen Sippen“ beteiligt. Mit diesen Forschungen wollte er die Unterstellung dieser Personengruppe auf das Gesetz zur Verhütung erbkranken Nachwuchses erreichen. Weitere Forschungsschwerpunkte Dubitschers waren Schwachsinn und Untersuchungen zur Intelligenz.
Dubitscher gehörte der DAF, der NSV und dem Deutschen Luftsportverband an. 1941 stellte er einen Antrag zur Aufnahme in den NS-Ärztebund, war jedoch kein Parteimitglied. Ab Mai 1936 war er Beisitzer am Erbgesundheitsgericht beziehungsweise später am Erbgesundheitsobergericht in Berlin.

## Nachkriegszeit
Nach dem Ende des Zweiten Weltkrieges leitete er kurzzeitig als Nachfolger des internierten Hans Reiter geschäftsführend das Reichsgesundheitsamt. Anschließend wurde ihm von der amerikanischen Militäradministration kurzzeitig ein Berufsverbot erteilt. 1946 leitete er die humanmedizinische Abteilung an der mittlerweile von RGA in Institut für allgemeine Hygiene umbenannten Einrichtung. Durch ehemalige Kollegen wurde er 1947 wegen antisemitischer Beiträge in dem 1940 neuaufgelegten Buch „Grundriß der Hygiene“ von Carl Flügge belastet. Vor der Entnazifizierungskommission in Berlin-Steglitz rechtfertigte er seine damaligen Ausführungen als Auftragsarbeit Hans Reiters, deren Tragweite er vor Einsetzen des Holocausts nicht hätte absehen können. Laut eigener Aussage stand er selbst im Widerstand gegen den Nationalsozialismus. Am 26. Januar 1944 sei er nach Denunziation des Gestapo-Spitzels Paul Reckzeh auf dem Flughafen Tempelhof durch die Gestapo verhaftet worden. Wegen Zusammenkünften mit dem in Verbindung zum nationalkonservativen Widerstand stehenden Berliner Rechtsanwalt Alfred Etscheid (1878–1944) und des Verdachts der Zusammenarbeit mit ausländischen Widerstandsgruppen sei er in Untersuchungshaft gekommen. Der Entnazifizierungskommission lagen jedoch keine entsprechen Unterlagen vor. Eine Ravensbrücküberlebende sagte jedoch aus, dass sie Dubitscher im Konzentrationslager nach einer Vernehmung in Fesseln gesehen hätte. Des Weiteren führte Dubitscher an, dass er in Zusammenarbeit mit Etscheid durch von ihm erstellte Abstammungsgutachten Juden und Halbjuden vor der Deportation bewahrt hätte. Diese Aussage wurde durch ehemalige Geschäftspartner Etscheids bestätigt. Obwohl schließlich die Steglitzer Entnazifizierungskommission Dubitscher im Dezember 1947 wegen entlastender Aussagen entnazifizieren wollte, lehnte die amerikanische Militäradministration dies mit Hinweis auf sein nationalsozialistisches Wirken im Februar 1948 ab. Im März 1948 zog er mit seiner Familie nach Köln.

## Mediziner am Landesversorgungsamt
Im Februar 1949 wurde Dubitscher in Köln als entlastet entnazifiziert und konnte seine berufliche Karriere fortsetzen. Ab Anfang Juli 1949 war er Vertragsarzt bei der Landesversicherungsanstalt Rheinprovinz, zwei Jahre später wurde er verbeamtet und zum Obermedizinalrat befördert. Von 1951 bis zu seiner Pensionierung im Juli 1970 war er am Landesversorgungsamt Nordrhein tätig, wo er ab 1961 als leitender Arzt tätig wurde. 1962 wurde er zum Regierungsmedizinaldirektor und 1969 zum leitenden Regierungsmedizinaldirektor befördert.
Dubitscher erstellte im Rahmen seiner Tätigkeit neurologische Fachgutachten, insbesondere beurteilte er hirnverletzte Kriegsopfer. Des Weiteren publizierte er 1957 im Rahmen eines vom Bundesminister für Arbeit und dem Arbeits- und Sozialminister von Nordrhein-Westfalen geförderten Forschungsvorhabens ein Werk zum Suizid unter versorgungsärztlichen Aspekten. Anlass war eine Durchführungsverordnung zum Bundesversorgungsgesetz: Angehörige von Soldaten und Zivilisten, die sich aufgrund von Kriegsfolgen suizidiert hatten, konnten Versorgungsbezüge erhalten. Er führte 1958 das vom Bundesminister für Arbeit und Sozialordnung initiierte Forschungsvorhaben „Sozialbiologische Feststellung über die versorgungsamtlich versorgten und betreuten Suchtkranken und Suchtgefährdeten“ durch im Kontext süchtiger Kriegsversehrter.
In der Zeitschrift Deutsches Panorama veröffentlichte Frank Arnau 1966 einen Artikel im Zusammenhang mit dem NS-belasteten Hans Globke, wo er auf auch weitere „Gestalten braunbefleckter Vergangenheit“ einging. Unter anderem nannte er auch Dubitscher, den er folgendermaßen einführte: „In einem Staat, der zahllose nazistische Ärzte, Euthanasie-Professoren, Patientenaushungerer und Vivisektoren von Menschen unbehelligt ließ, gibt es natürlich für viele kleine theoretische Anhänger der Sterilisation lohnende Ämter.“ Arnau ging u. a. auf dessen Werke zum Schwachsinn und zur Asozialität ein und schloss seine Ausführungen folgendermaßen: „Wie kann ein Arzt, der die untersten Afterlehren nationalsozialistischer Erbwissenschaft verfocht und für die uferlose Ausweitung des Kreises der zu sterilisierenden Personen auf dem Weg der Verordnungen und der Ausführungsbestimmungen eintrat, noch im Jahre 1966 als Regierungs-Medizinalrat in leitender Stellung eines Landesversorgungsamtes tätig sein? Oder ist unter Versorgungsamt ein Amt zu verstehen, das einstige hochwertige Nationalsozialisten zu Lasten der bundesdeutschen Steuerzahler versorgt?“ Der Weseler Bürgermeister und Sozialdemokrat Willi Nakaten fragte beim Arbeits- und Sozialminister von Nordrhein-Westfalen nach, ob Dubitscher mit seiner NS-Vergangenheit noch im Amt haltbar sei.
Dubitscher hatte 1944 Gerda geborene Kindt in Fürstenberg/Havel geheiratet. Er lebte zuletzt in Köln und verstarb 1978 im Alter von 73 Jahren in einem Kölner Krankenhaus.

## Schriften (Auswahl)
- Ergographische Untersuchung von Postenzephalitikern, Med. Diss., Universität Münster 1930
- Der Schwachsinn, G. Thieme, Leipzig 1937, In: Handbuch der Erbkrankheiten, Band 1
- Asoziale Sippen : Erb- u. sozialbiologische Untersuchungen, G. Thieme, Leipzig 1942
- Der Suicid unter besonderer Berücksichtigung versorgungsärztlicher Gesichtspunkte, Thieme, Stuttgart 1957, gehört zu Arbeit und Gesundheit, N.F. H. 61
- Lebensschwierigkeiten und Selbsttötung: Beratung u. Vorbeugung, Thieme, Stuttgart 1971